# Heinrich Schenck
Johann Heinrich Rudolf Schenck (* 31. Januar 1860 in Siegen; † 25. Juni 1927 in Darmstadt) war ein deutscher Botaniker und Hochschulprofessor. Sein offizielles botanisches Autorenkürzel lautet „Schenck“.

## Biografie
Johann Heinrich Rudolf wurde als drittes Kind des Arztes und Stadtverordneten in Siegen Martin Adolf Schenck (* 16. Oktober 1826 in Siegen; † 6. Mai 1918 ebenda) und dessen am 8. Juli 1856 in Siegen geheirateten Frau Ehefrau Johanna (geb. Dressler; * 4. November 1835 in Siegen; † 15. April 1923 in Weilburg) geboren. Er studierte von 1879 bis 1880 Naturwissenschaften an der Universität Bonn und von 1881 bis 1882 an der Universität Berlin. In Berlin waren seine Lehrer insbesondere August Wilhelm Eichler und Simon Schwendener. Von 1882 bis 1883 war er wieder in Bonn und wurde dort 1884 bei Eduard Strasburger zum Dr. phil. promoviert.
1886/1887 unternahm er zusammen mit Andreas Franz Wilhelm Schimper eine Forschungsreise nach Brasilien, wo sie unter anderem bei Johann Friedrich Theodor Müller in Blumenau waren. 1889 wurde Schenck Privatdozent an der Universität Bonn und erhielt 1896 einen Ruf auf den Lehrstuhl für Botanik an der Polytechnischen Hochschule Darmstadt. Gleichzeitig wurde er zum Direktor des Botanischen Gartens in Darmstadt ernannt. Als Schenck am 1. Oktober 1896 seinen Dienst an der TH Darmstadt antrat, war der bisher eigenständige Botanische Garten der Universität angegliedert worden.
Schencks Forschungsinteresse galt den Wasserpflanzen, bei denen er vor allem den histologischen Bau sowie die Lebensbedingungen erforschte. Seine Ergebnisse auf diesem Gebiet fasste er in der ersten ökologischen Monographie über diese Gruppe zusammen. Weiter erforschte er die Morphologie, Histologie und Ökologie der Lianen.
Er war Mitbegründer und bis zur 16. Auflage Mitherausgeber des Strasburger. Heinrich Schenck war von 1901 bis 1904 Dekan der Abteilung Chemie und von 1909 bis 1911 Rektor der TH Darmstadt. Heinrich Schenck starb im Alter von 67 Jahren in Darmstadt.

## Familie
Schenck verheiratete sich am 18. März 1890 in Siegen mit Charlotte Agnes Clementine Maria Schwarz (* 23. Juni 1857 in Siegen), die Tochter des Oberlehrers in Siegen Dr. phil Alexander Schwarz (* 1826; † 1885) und dessen am 10. September 1861 geheirateten Frau Elisabeth Henriette Schmeißer (* 16. August 1840 in Siegen; † 9. April 1924 ebenda). Aus der Ehe stammen Kinder. Von diesen kennt man:
1. Marianne Johanne Elisabeth Alexa Schenck (* 27. März 1891 in Bonn), Sie studierte in Straßburg und Würzburg, wurde 1919 Dr. phil., ⚭ 11. Oktober 1919 in Darmstadt mit Chemiker, Dr. phil. Albert Kulenkampff (* 22. August 1889 in Bremen)
2. Erna Clementine Hedwig Schenck (* 11. August 1893 in Bonn; † 2. Januar 1992), wurde ebenfalls Bonikerin, ⚭ 28. Dezember 1924 in Darmstadt mit dem Professor für Geobotanik Heinrich Walter
3. Hildegard Else Eugenie Schenck (* 16. Juli 1895 in Bonn), studierte Staatswissenschaften in Heidelberg, 1921 Dr. ref. pol., Privatdozentin ebd., Beamtin des Wohlfahrtsamtes Berlin, Lehrerin an der Frauenschule ebd., ⚭ 12. September 1931 mit dem Diplomlandwirt Raimund Buder, Lehrbehandlerin der Tübinger Gruppe und Dozentin am 1948 gegründeten Stuttgarter Institut für Psychotherapie[3]
4. Elisabeth Margarethe Dorothea Schenck, (* 21. September 1897 in Darmstadt), Kunstgewerblerin für Buch- und Lederarbeiten in Berlin,

Seine Brüder waren der Physiologe Fritz Schenck, der Botaniker Adolf Schenck sowie der Biochemiker Martin Schenck.

## Ehrungen und Auszeichnungen
- 1899: Verleihung des kaiserlich russischen Annenordens III. Klasse[4]
- 1905: Verleihung des Ritterkreuzes I. Klasse des großherzoglich hessischen Verdienstordens Philipps des Großmütigen
- 1909: Verleihung des Ehrentitels Geheimer Hofrat

## Werke
- Lehrbuch der Botanik für Hochschulen. Jena : G. Fischer. bis 16. Bearb. von Hans Fitting; Ludwig Jost; Heinrich Schenck; George Karsten
- Vegetationsbilder aus der Sierra de Mixteca Mexiko. Jena: Fischer, 1922.
- Martin Schongauer's Drachenbaum. Jena: Fischer, 1920
- Flechtenbestände. Jena: Fischer, 1914
- Beiträge zur Kenntnis der Vegetation der Canarischen Inseln : mit Einfügung hinterlassener Schriften A. F. W. Schimpers. Jena: Fischer, 1922
- Über Flora und Vegetation von St. Paul und Neu-Amsterdam : mit Einfügung hinterlassener Berichte. A. F. W. Schimpers. Jena: Fischer, 1922
- Vergleichende Darstellung der Pflanzengeographie der subantarktischen Inseln, insbesondere über Flora und Vegetation von Kerguelen : mit Einfügung hinterlassener Schriften A. F. W. Schimpers.  Jena: Fischer, 1922
- Beiträge zur Kenntnis der Vegetation und Flora der Seychellen : mit Einfügung hinterlassener Schriften von A. F. W. Schimper u. nach d. Vorarbeiten von H. Schenk. Hrsg. Ludwig Diels. - Jena: Fischer, 1922
- Alpine Vegetation. Jena: Fischer, 1908
- Mittelmeerbäume. Jena: Fischer, 1905
- Strandvegetation Brasiliens. Jena: Fischer, 1903
- Vegetationsbilder aus Südbrasilien. Jena: Fischer, 1903
- Tropische Nutzpflanzen. Jena: Fischer, 1903
- Vergleichende Anatomie der submersen Gewächse : mit 10 Tafeln. Cassel : Fischer, 1886
- Beiträge zur Biologie und Anatomie der Lianen : im Besonderen der in Brasilien einheimischen Arten.  Jena: Fischer, 1892